# Сарби (Ботошани)
Сарби (рум. Sârbi) насеље је у Румунији у округу Ботошани у општини Власинешти. Oпштина се налази на надморској висини од 102 m.

## Становништво
Према подацима из 2002. године у насељу је живело 1148 становника, од којих су сви румунске националности.